# Фердинанд IV (король Кастилии)
Фернандо IV Кастильский  (исп. Fernando IV de Castilla; 6 декабря 1285, Севилья — 7 сентября 1312, Хаэн) — король Кастилии и Леона с 1295 года. Сын Санчо IV Кастильского и Марии де Молина.

## Биография
Фернандо по прозвищу Призванный стал королём в возрасте всего девяти лет. К этому времени Кастилия уже долгие годы переживала тяжёлый внутренний кризис и была раздираема междоусобицами. После смерти Санчо IV распри приняли такие размеры, что, казалось страна неизбежно распадётся на части. Далеко не все признавали мать Фернандо Марию де Молина законной женой Санчо (и, соответственно, не признавали Фернандо законным сыном и наследником). Поэтому брат Санчо дон Хуан потребовал престол для себя. Двоюродный дед короля дон Энрике возвратился из изгнания и требовал регентства. С другой стороны претензии на престол продолжал выдвигать двоюродный брат Фернандо Альфонсо де ла Серда, которого поддерживали короли Франции и Арагона, а также могущественные фамилии Лара и Аро.
Однако благодаря уму и твердости королевы-матери развала государства удалось избежать. Мария де Молина склонила на свою сторону дона Энрике, допустив его к управлению государством. С королем Португалии был заключен мир ценой потери приграничных областей. При этом юный Фердинанд был помолвлен с дочерью Диниша, а старшая сестра Фердинанда отдана в жены португальскому инфанту. В 1301 г. был заключен почетный мир с Арагоном. С Альфонсом де ла Сердой помириться не удалось, но он был слишком вял и пассивен, чтобы добиться успехов в войне. Наконец в 1300 г. Мария убедила папу признать ее брак с Санчо законным. Таким образом, исчезли формальные предпосылки не признавать Фердинанда королем, и дон Хуан был вынужден сложить оружие.
Впрочем, за все эти успехи Фердинанд отплатил матери черной неблагодарностью. Человек мстительный, жестокий и неблагодарный, при подстрекательстве дона Хуана, он потребовал от нее отчета об использовании казны, а затем вовсе отстранил от государственных дел. Тогда смута вспыхнула снова. Возобновил войну Альфонс де ла Серда, а Хайме II Арагонский предъявил претензии на Мурсию, завоеванную его отцом, но отданную Кастилии. Фердинанд обратился за помощью к Динишу Португальскому, чтобы тот стал посредником в споре между враждующими партиями. В 1305 г. в Кампильо состоялся третейский суд, на котором Диниш, дон Хуан и епископ Сарагосский постановили оставить западную часть бывшего эмирата Мурсии со столицей за Кастилией, а восточную - отдать Арагону. Альфонс де ла Серда должен был отказаться от претензий на трон в обмен на несколько новых владений. Хайме Арагонский согласился с решением суда, а Альфонс - нет, и был вынужден уехать во Францию. Однако его сын впоследствии принял условия договора и сделался кастильским вельможей.
Но даже и после этого беспорядки в стране не прекратились. Фердинанд и дон Хуан постоянно ссорились между собой, из-за чего не была доведена до конца ни одна кампания против мавров. В 1309 г. кастильцы и арагонцы осадили три мусульманских города, Альмерию, Гибралтар и Альхесирас, но дон Хуан повздорил с главами семей Лара и Гаро. Военные действия пришлось прекратить, ограничившись занятием двух небольших крепостей. Вскоре Хуан поднял новый мятеж. Дело дошло до того, что король решил убить дядю. Но заговор был раскрыт, что возбудило всеобщую ненависть к королю. Папа поручил четырем испанским епископам расследовать это дело, но Фердинанд не дожил до конца процесса. Отправившись в очередной поход против мавров, король заболел и умер в пути.

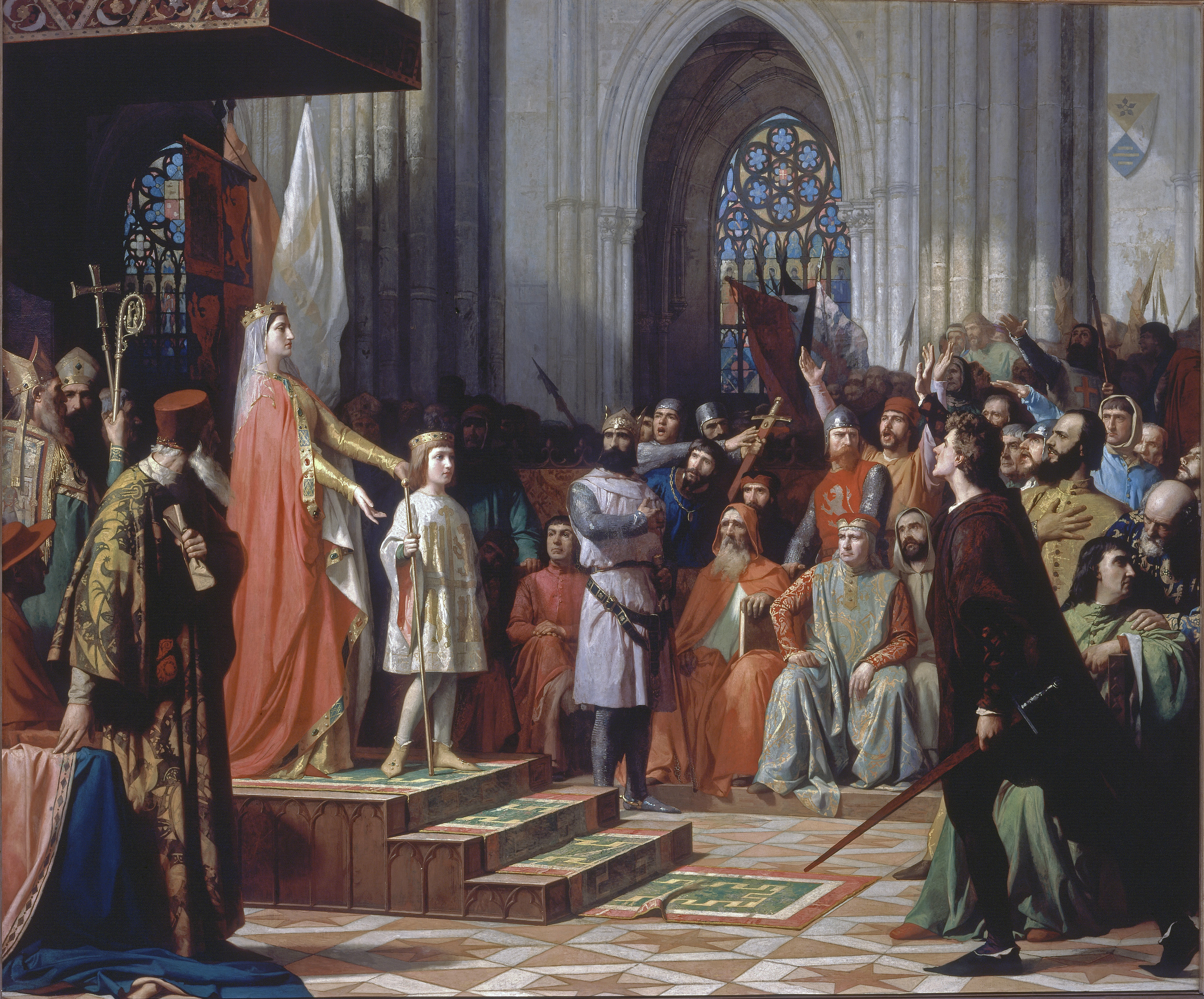
Антонио Гисберт. Мария де Молина представляет своего сына Кортесам в Вальядолиде в 1295 году

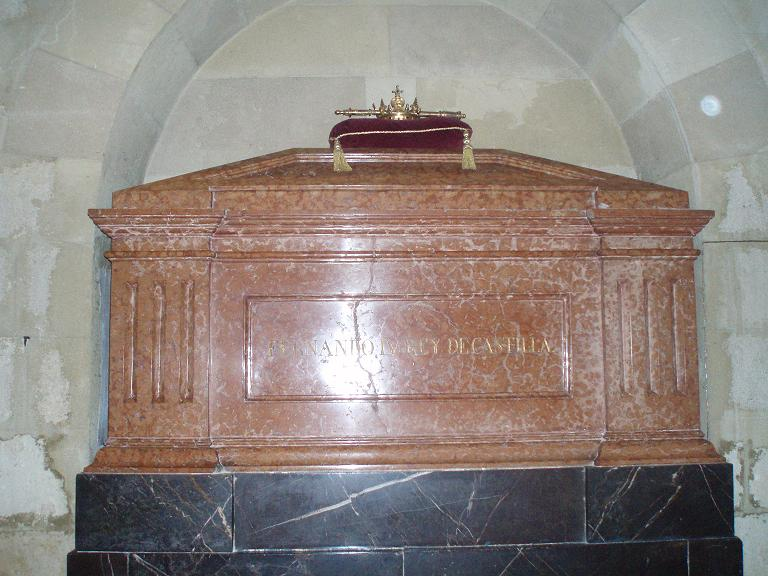
Гробница Фердинанда IV

## Браки и дети
В 1302 году Фердинанд IV женился на Констанции, дочери Диниша I, короля Португалии. От этого брака родилось трое детей:
- Элеонора (1307—1359), жена Альфонсо IV, короля Арагона.
- Констанса (1307—1310)
- Альфонсо XI (13 августа 1311 — 26 или 27 марта 1350), преемник Фердинанда IV на королевском троне Кастилии и Леона.

| Бургундская династия    |                                     |                      |
| Предшественник Санчо IV | Король Кастилии и Леона 1295 — 1312 | Преемник Альфонсо XI |